# 波馬瓦卡區
5°55′50″S 79°13′46″W / 5.9305°S 79.2294°W
波馬瓦卡區（西班牙語：Distrito de Pomahuaca），是秘魯的一個區，位於該國北部卡哈馬卡大區的哈恩省，始建於1943年12月28日，面積732.8平方公里，海拔高度1,075米，2005年人口9,146，人口密度每平方公里12人。